# 아프리카의 기후

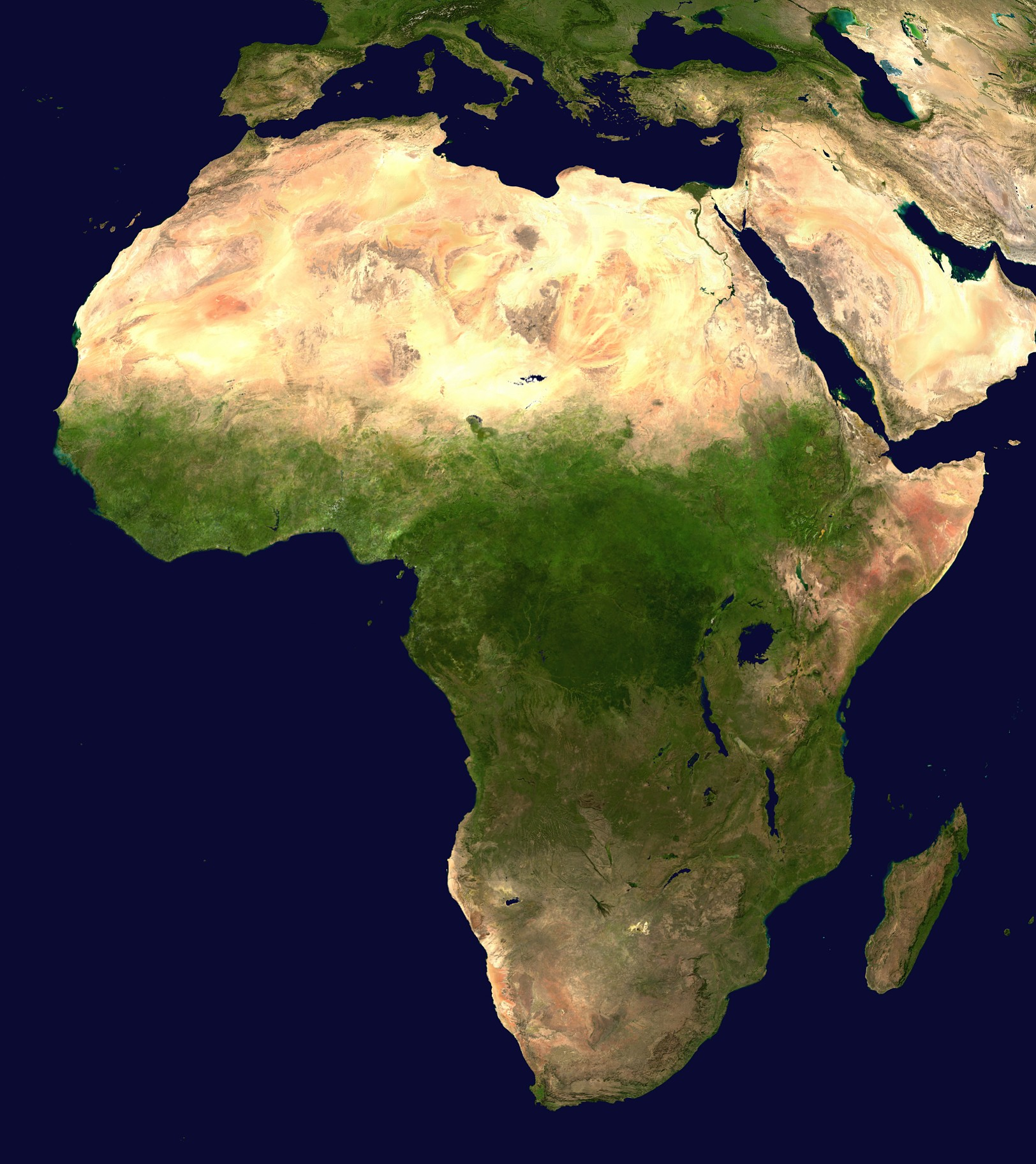
위성에서 바라본 아프리카 땅

아프리카의 기후는 적도에 걸쳐 있는 위치적 조건과 단순한 지표형태로 인한 규칙적인 기후형태를 나타내고 있는 것이 특징이다.

## 개요

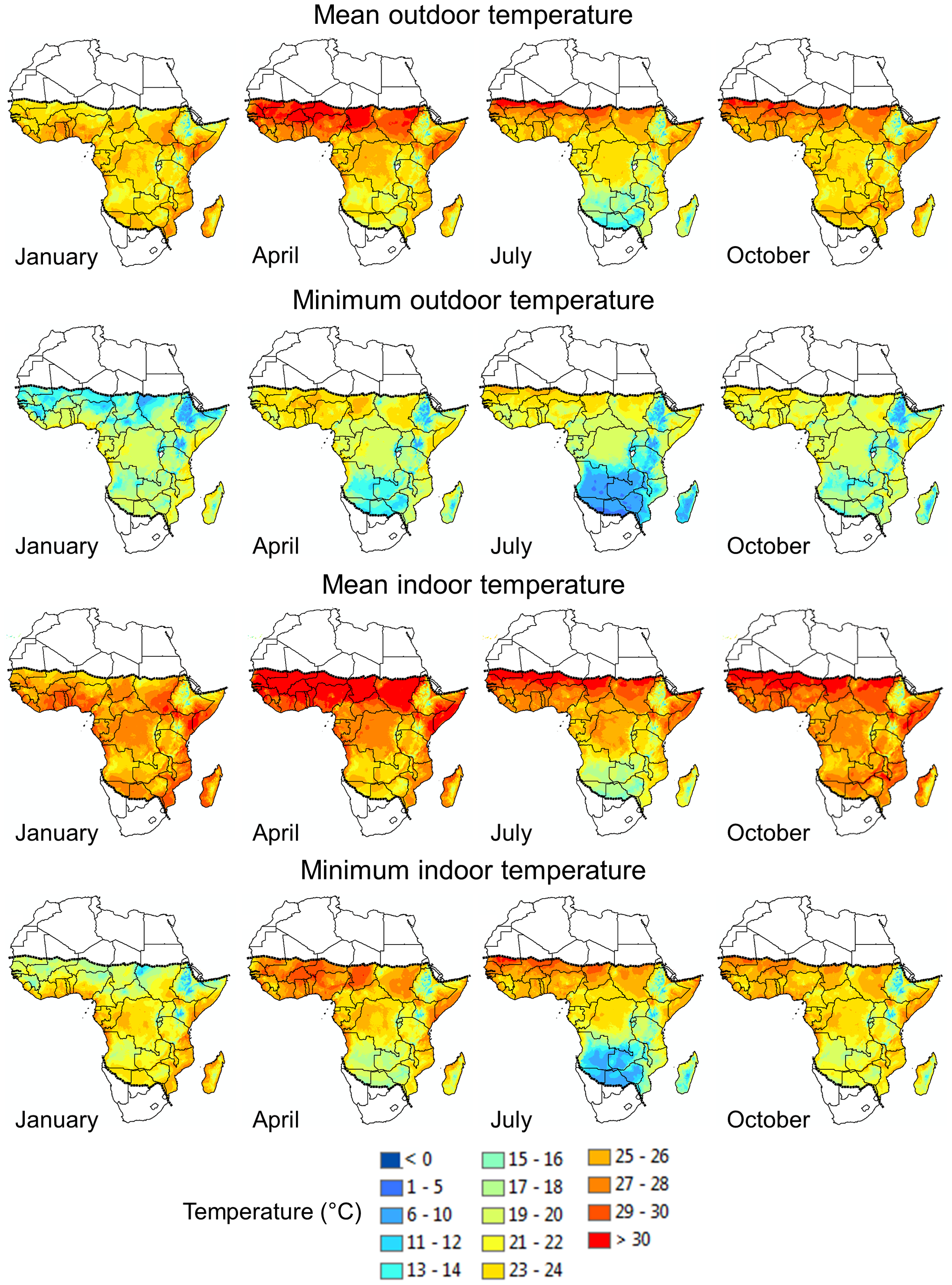

세계에서 가장 기온이 높은 열대대륙으로 중앙부의 고산지대, 지중해 연안·남아프리카공화국의 남안지방에 온대기후가 존재할 뿐 적도지대와 열대사막, 온대라는 기후대가 순서적으로 펼쳐진다. 사하라의 넓은 지역은 지구상에서 가장 기온이 높은 지역이며, 10 이하의 등온선이 저평지에서는 거의 나타나는 일이 없다. 대부분의 지역이 9개월 이상 20를 유지한다. 다만 아틀라스 산맥·아비시니아 고원, 드라켄즈버그 산맥, 남서아프리카의 서늘한 해안지방만이 7개월 이하에 머무른다.대륙의 기후에 큰 영향을 주는 것은 해수조건(海水條件), 특히 표면해수온도인데, 한류와 용승류(湧昇流)가 있는 연안지역에서 영향을 크게 받는다. 대륙의 서안부에서는 북쪽으로부터의 카나리아한류와 남쪽으로부터 벵겔라한류가 만나서 용승류와 함께 표면해수온도를 20 정도로 떨어뜨린다. 서아프리카 기니만에서는 그 영향이 적지만, 가나의 아크라 근해에서는 7∼9월에 걸쳐 용승류의 영향에 의한 다른 달의 표면해수온도보다 10 정도 낮아진다. 이로 인해 안개가 자주 끼고, 연안부는 건조한 기후가 된다.인도양쪽에도 소말리아 근해에 용승류가 있어 똑같은 현상이 연안지역에서 발생한다. 아프리카대륙의 기압배치와 바람은, 1월 북반구에서는 대서양의 북위 30 ∼40 부근에 중심을 둔 아열대고기압이 동쪽으로 이동하여 북아프리카를 덮고, 그 북동쪽에 있는 아시아대륙쪽의 고기압과 아라비아반도 부근에서 만난다. 이 아열대고기압에서 하르마탄이라는 고온건조한 북동풍이 모래·먼지를 수반하고 적도방향으로 부는데, 이 바람은 사하라사막의 동부지역에서 북풍으로 변한다. 지중해쪽으로 부는 열풍을 시로코라고 한다.한편 남반구에서는 대륙의 남단에 가까운 남위 30 부근의 대서양과 인도양쪽에 아열대고기압이 존재한다. 전체적으로는 남동무역풍이지만, 서안을 따라서는 남서풍이 된다. 이들 남·북반구의 고기압 사이에 좁게 적도저압대가 생기는데 특히 1월에는 서아프리카 북위 7 부근에서 고온건조한 북동풍과 기니만으로부터 불어오는 약간 저온이고 습한 남서풍이 접하여 열대수렴대가 현저해진다. 동아프리카쪽은 북동풍이 탁월하고 남아프리카 동안(東岸)에 부는 동풍과의 사이에 수렴대는 명확하지 않다. 한편 7월이 되면 적도저압대의 중심은 북위 20 부근까지 북상하고 아프리카대륙을 동서로 횡단한다. 이에 수반하여 기니만에서 부는 남서풍은 내륙 깊숙한 수단의 하르툼까지 불어온다.한편, 강수에 있어서 지중해 연안지방과 대륙의 남서단에선 동계에 강수를 볼 수 있음에 반해 하계에는 비가 적으며 맑은 날이 많다. 이 지역의 내부는 1년 중 어느 계절에도 비가 적은 건조지대가 있다. 이 건조지대는 적도 북반부에 있어서는 서쪽의 대서양 연안에서 대륙을 횡단하여 아라비아반도, 이란의 고원지방에 연속되고 있다. 또한 적도 남반부에선 서남 아프리카의 벵겔라(Benguella) 해안에서 칼라하리(Kalahari) 사막에 연속되며, 동쪽에서는 비가 많은 편이다. 이 밖에도 적도 부근에서는 우기와 건기가 연 2회 나타나 비교적 비가 많으며 열대우림이 번성하여 정글 경관을 나타낸다.

## 같이 보기
- 아프리카

## 참조
- 이 문서에는 다음커뮤니케이션(현 카카오)에서 GFDL 또는 CC-SA 라이선스로 배포한 글로벌 세계대백과사전의 내용을 기초로 작성된 글이 포함되어 있습니다.